# NGC 5259
NGC 5259 este o galaxie eliptică situată în constelația Câinii de Vânătoare. A fost descoperită în 27 aprilie 1865 de către Heinrich Louis d'Arrest.